# Santa Teresa Daboxtha
Santa Teresa Daboxtha es una localidad de México perteneciente al municipio de Cardonal en el estado de Hidalgo.

## Geografía
A la localidad le corresponden las coordenadas geográficas 20° 33′ 37.338″ de latitud norte y 99° 04′ 08.476″ de longitud oeste, con una altitud de 1999 m s. n. m. (metros sobre el nivel del mar) En cuanto a fisiografía, se encuentra dentro de las provincia de la Sierra Madre Oriental, dentro de la subprovincia de Carso Huasteco; su terreno es de sierra. En lo que respecta a la hidrografía se encuentra posicionado en la región Panuco, dentro de la cuenca del río Moctezuma, en la subcuenca del río Amajac. Cuenta con un clima templado subhúmedo con lluvias en verano, de humedad media.

## Demografía
En 2020, registró una población de 556 personas, lo que corresponde al 2.91 % de la población municipal; de las cuales, 282 son hombres y 284 son mujeres. Tiene 173 viviendas particulares habitadas.
| Gráfica de evolución demográfica de Santa Teresa Daboxtha entre 1950 y 2020                  |
|                                                                                              |
| Población de los censos y conteos del Instituto Nacional de Estadística y Geografía (INEGI). |

## Economía
La localidad tiene un grado de marginación alto y un grado de rezago social bajo.